# YB-40 (航空機)
 YB-40
B-17F-1-BO (41-24341) を改造した試作機YB-40
- 用途：編隊掩護機
- 分類：試作機
- 製造者： ボーイング/ベガ（ロッキード）
- 運用者： アメリカ陸軍（航空軍）
- 初飛行：1942年9月
- 生産数：25機
- 運用開始：1943年5月29日
- 退役：1943年10月
- 運用状況：退役

YB-40は、アメリカ合衆国のボーイング社製B-17爆撃機を基にベガ社が編隊掩護機に改造した機体である。試作のみで量産には至らなかった。

## 概要
ドイツの昼間爆撃に展開していたB-17Fは機首の武装が貧弱だったため、ドイツ空軍が正面攻撃を多用するようになり被害が増大すると、現地部隊は各々の武装強化改造で対応していたが、それでも不足だった。護衛をつけようにも当時B-17やB-24の長距離飛行に随伴できる戦闘機がなかったため、同型機を編隊護衛専用機に改造して随伴させることになり、B-17FをXB-40、B-24DをXB-41の名称で各1機改造することになった。
XB-40はまず問題となっていた機首武装の強化の為に機首下面に爆撃士が遠隔操作するチン・ターレットと呼ばれる連装銃塔を装備し、その他にも胴体上面中央の銃座を動力銃塔に変更、側面銃座を油圧駆動の2挺に強化し、爆弾を搭載しない代わりに機銃弾を多めに搭載した。XB-40の飛行テストの後ダグラス社にて同様の改造を施したXB-40が実用試験用として改造されYB-40とされたが、事態は急を要していたため、そのままヨーロッパ戦線に投入された。
しかし、YB-40はB-17よりも重量が重く空気抵抗も大きくなって飛行性能が劣り、爆弾投下後はさらに差がついてしまい、YB-40が随伴する編隊は当機の飛行速度に合わせる必要が生じてしまった。肝心の護衛任務についてもチン・ターレットの追加による効果はあった(この功績から後のB-17Gにも搭載されるようになる)ものの、他に追加した銃座はさほど効果がなかった。そうしている間に戦闘機の長距離飛行に目処が付き、マイナス面が多く足手まといな存在となっていたYB-40は早々に退役し、元のB-17Fに再改造された。

## スペック
- 全長：22.6 m
- 全幅：31.4 m
- 全高：5.8 m
- 翼面積：141.9 m2
- 空虚重量：24,900 kg
- 全備重量：28,800 kg
- 最大離陸重量：34,000 kg
- 翼面荷重量：231 kg/m2

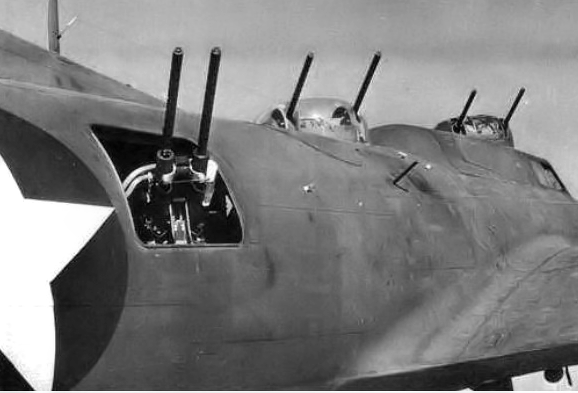
機銃の増設された胴体部

- 発動機：カーチス・ライト R-1820-65 (TC付) 空冷星型9気筒 (1,200hp) 4基
- 出力荷重比：0.066 hp/lb
- 最大速度：470 km/h
- 巡航速度：315 km/h
- 航続距離：3,640 km
- 上昇率：440ft/min
- 実用上昇限度：8,900 m
- 乗員：10名
- 武装
  - ブローニング M2 12.7mm 機関銃 16丁
  - 連装回転銃塔　3基(機首下面及び胴体上面 2)、連装銃座 3基(尾部及び胴体左右側面)、単装 2基(機首左右側面)球形連装銃塔 1基(胴体下面)